# John Augustus Larson
John Augustus Larson (ngày 11 tháng 12 năm 1892 – ngày 1 tháng 10 năm 1965) là sĩ quan cảnh sát quê quán Berkeley, California, Mỹ, trở nên nổi tiếng nhờ phát minh ra máy phát hiện nói dối hiện đại dùng trong điều tra pháp y. Ông là sĩ quan cảnh sát Mỹ đầu tiên có học vị tiến sĩ và sử dụng máy phát hiện nói dối trong điều tra tội phạm.
Sau khi trải qua sự nghiệp thành công trong lĩnh vực điều tra tội phạm, ông qua đời vì một cơn đau tim ở Nashville, Tennessee, hưởng thọ 73 tuổi.

## Thân thế và sự nghiệp
Larson chào đời tại Shelburne, Nova Scotia, Canada, có cha mẹ là người Thụy Điển. Gia đình ông chuyển đến New England lúc ông còn nhỏ dù bố mẹ sớm ly hôn. Larson học ngành sinh học tại Đại học Boston và làm những công việc lặt vặt để nuôi sống bản thân, từ bồi bàn và đi bán báo cho đến thợ cắt đá và người điều hành thang máy. Năm 1915, ông lấy bằng thạc sĩ với luận án về nhận dạng dấu vân tay. Công việc này đã truyền cảm hứng cho ông quan tâm đến khoa học pháp y và đưa ông đến Đại học California, Berkeley, nơi ông lấy bằng Tiến sĩ chuyên ngành sinh lý học năm 1920.
Từng làm công việc ngoài giờ khi còn là sinh viên của Sở Cảnh sát Berkeley, ông gia nhập lực lượng này vào năm 1920. Sự sáng suốt tuyệt vời của ông là tích hợp một bài kiểm tra huyết áp, do William Moulton Marston phát triển, với các phép đo mạch, hô hấp và độ dẫn điện của da, để tạo ra một công cụ phát hiện nói dối toàn diện. Ông cũng được cảnh sát trưởng August Vollmer hết sức khuyến khích.
Vào thời điểm phát minh ra máy nói dối, Larson đang là sinh viên y khoa 31 tuổi tại Đại học California, Berkeley. Sau đó, ông mới bước chân vào lĩnh vực tâm thần pháp y.

## Phát minh ra máy phát hiện nói dối
Thiết bị này, với bộ sưu tập đa dạng các chỉ số sinh lý học, được biết đến với tên gọi máy phát hiện nói dối, mà về sau này Larson đã phát triển đầy đủ dành cho mục đích pháp y vào năm 1921, và đem ra áp dụng trong các cuộc điều tra của cảnh sát tại Sở Cảnh sát Berkeley. Dụng cụ của anh ấy cung cấp các chỉ số huyết áp liên tục, thay vì các chỉ số không liên tục như loại được tìm thấy trong thiết bị của Marston. Lần sử dụng thực tế đầu tiên là vào mùa hè năm 1921. Tờ San Francisco Call and Post đã sắp xếp để Larson sử dụng thiết bị này nhằm kiểm tra William Hightower, kẻ bị buộc tội giết một linh mục ở San Francisco. Tờ báo này đưa tin về những phát hiện của Larson vào sáng hôm sau: Hightower đã bị nền khoa học công bằng tuyên bố là có tội. Các kết quả bằng hình ảnh của cuộc thẩm vấn được in lớn trên trang báo, với các mũi tên đánh dấu từng lời một bị nghi là nói dối. Vollmer đã giới thiệu chiếc máy này với giới báo chí, họ bèn đổi tên nó thành 'máy phát hiện nói dối'. Tuy nhiên, bản thân Larson đã từng gọi thiết bị của mình là 'biểu đồ tâm lý tim phổi' mà về cơ bản bao gồm sự chỉnh sửa của loại máy đo huyết áp Erlanger.

## Di sản
Larson kết hôn với Margaret Taylor, nạn nhân sinh viên năm nhất của vụ án College Hall và là người đầu tiên được ông thẩm vấn bằng máy phát hiện nói dối. Trong mười lăm năm tiếp theo, Larson đã thu thập hàng trăm hồ sơ về các vụ án hình sự thành công, trong đó máy phát hiện nói dối của ông đã giúp giải quyết các vụ giết người, cướp của, trộm cắp và tội phạm tình dục. Cỗ máy này của ông được báo chí đặt cho biệt danh là 'Sphyggy' và từng đưa tin về các vụ giải quyết tội phạm vượt ngục của Larson trong suốt thập niên 1920 và 1930; tên gọi Sphyggy là do họ không thể phát âm được chữ 'Sphygmomanometer' (Máy đo huyết áp). 
Máy phát hiện nói dối được đưa vào danh sách 325 phát minh vĩ đại nhất trong cuốn bách khoa toàn thư Encyclopædia Britannica Almanac năm 2003. Thiết bị phát hiện dối đầu tiên này của Larson hiện đang được để tại Viện Smithsonian ở Washington, D.C. Nó xuất hiện lần đầu tiên trong một bức ảnh chuyển động vào năm 1926 của bộ phim câm dài tập nói về cảnh sát mang tên ‘’Officer 444’’.
Do các phương pháp sử dụng thiết bị của mình khác nhau mà Larson cảm thấy sai trái và bị một số cơ quan thực thi pháp luật lạm dụng, cuối cùng ông tỏ ra hối hận vì đã phát minh ra cỗ máy này.

## Ấn phẩm
- The cardio-pneumo-psychogram in deception. Phillips Bros., Print (1924)
- Single fingerprint system, (The Berkeley police monograph series). D. Appleton (1924)
- The use of the polygraph in the study of deception at the Institute of Juvenile Research, Chicago. Dept. of Public Welfare (1927)
- Lying and its detection: A study of deception and deception tests (Behavior research fund. Monographs). The University of Chicago press (1932)
- Truth in the Machine E. Carlson, Cal Alumni Association, UC Berkeley (2010)